# The Elite (wrestling)
The Elite è una stable di wrestling nata nel 2016 nella New Japan Pro-Wrestling e attualmente attiva nella All Elite Wrestling, originariamente composta da Kenny Omega e gli Young Bucks.

## Membri

### Attuali
| Wrestler        | Ingresso                                                                 |
| --------------- | ------------------------------------------------------------------------ |
| The Young Bucks | 5 gennaio 2016                                                           |
| Adam Page       | 30 ottobre 2018–27 agosto 2020 17 maggio 2023 (sospeso dal 6 marzo 2024) |
| Kazuchika Okada | 6 marzo 2024                                                             |
| Jack Perry      | 24 aprile 2024                                                           |

### Associati
| Wrestler       | Ingresso       |
| -------------- | -------------- |
| Brandon Cutler | 19 maggio 2019 |

### Passati
| Wrestler                 | Ingresso         | Uscita          |
| ------------------------ | ---------------- | --------------- |
| Kenny Omega              | 5 gennaio 2016   | 6 marzo 2024    |
| Kōta Ibushi              | 9 giugno 2018    | 4 gennaio 2019  |
| Marty Scurll             | 30 ottobre 2018  | 4 gennaio 2019  |
| Cody Rhodes              | 30 ottobre 2018  | 18 marzo 2020   |
| Karl Anderson            | 6 gennaio 2021   | 23 ottobre 2021 |
| Luke Gallows             | 6 gennaio 2021   | 23 ottobre 2021 |
| Michael Nakazawa (socio) | 17 febbraio 2021 | 12 aprile 2023  |
| Adam Cole                | 5 settembre 2021 | 3 agosto 2022   |

## Titoli e riconoscimenti
- 4 Front Wrestling
  - 4FW Junior Heavyweight Championship (1)[2] – Kenny Omega
- All Elite Wrestling
  - AEW World Tag Team Championship (4) – Adam Page e Kenny Omega (1), The Young Bucks (3)
  - AEW World Trios Championship (2)
  - AEW World Championship (1) – Kenny Omega
  - AEW Continental Championship (1) – Kazuchika Okada
- Asistencia Asesoría y Administración
  - AAA Mega Championship (1) – Kenny Omega
  - AAA World Tag Team Championship (1) – The Young Bucks
- DDT Pro-Wrestling
  - DDT Ironman Heavymetalweight Championship (2)[3] – Matt Jackson (1) e Nick Jackson (1)
- Global Force Wrestling
  - GFW NEX*GEN Championship (1)[4] – Cody Rhodes
- Impact Wrestling
  - Impact World Championship (1) – Kenny Omega
  - Impact World Tag Team Championship (2)[5] – Karl Anderson e Luke Gallows
- New Japan Pro-Wrestling
  - IWGP Heavyweight Championship (1) – Kenny Omega
  - IWGP Intercontinental Championship (1)[6] – Kenny Omega
  - IWGP United States Championship (2)[7] – Kenny Omega (1), Cody Rhodes (1)
  - IWGP Junior Heavyweight Championship (1) – Marty Scurll
  - IWGP Tag Team Championship (1) – Matt Jackson e Nick Jackson
  - IWGP Junior Heavyweight Tag Team Championship (7)[8] – The Young Bucks
  - NEVER Openweight 6-Man Tag Team Championship (3)[9] – Kenny Omega e The Young Bucks (2), Marty Scurll e The Young Bucks (1)
  - G1 Climax (2016)[10] – Kenny Omega
- National Wrestling Alliance
  - NWA World Heavyweight Championship (1) – Cody Rhodes
- Pro Wrestling Guerrilla
  - PWG World Tag Team Championship (1) – The Young Bucks
- Pro Wrestling Illustrated
  - Tag Team of the Year (2018)[11] – The Young Bucks
  - 1° tra i 500 migliori wrestler singoli nella PWI 500 in (2018)[12] – Kenny Omega
- Ring of Honor
  - ROH World Heavyweight Championship (1) – Cody Rhodes
  - ROH World Tag Team Championship (3)[13] – The Young Bucks
  - ROH World Six-Man Tag Team Championship (2)[14] – Adam Page, Matt Jackson e Nick Jackson (1), Cody Rhodes, Matt Jackson e Nick Jackson (1)
  - ROH World Television Championship (1) – Marty Scurll
- Sports Illustrated
  - Wrestler of the Year (2017)[15] – Kenny Omega
  - Wrestler of the Year (2018)[16] – Cody Rhodes
- What Culture Pro-Wrestling
  - WCPW Championship (1)[17] – Marty Scurll
  - WCPW Internet Championship (1)[18] – Cody Rhodes
- World Series Wrestling
  - WSW Tag Team Championship (1) – The Young Bucks
- Wrestling Observer Newsletter
  - Wrestler of the Year (2018)[19] – Kenny Omega
  - Most Outstanding Wrestler of the Year (2018)[19] – Kenny Omega
  - Most Improved Wrestler of the Year (2018)[20] – Adam Page
  - Tag Team of the Year (2018)[19] – The Young Bucks
  - Tag Team of the Decade (2010-2020)[21] – The Young Bucks
  - Hall of Fame (2020)[22] – Kenny Omega